# 西奥多·弗雷德·阿贝尔
西奥多·弗雷德·阿贝尔（Theodore Fred Abel，1896年—1988年）是一位美国社会学家，曾收集了大量參與纳粹主义运动的人们的第一手资料，这份资料集是同类文件中最大的。受访男性们的说法后被整理成书，于1938年出版，书名为“希特勒为何掌权”。受访女性的说法则被先放在一旁，以备之后出版。阿贝尔的一手资料集曾一度丢失，后在加州的帕洛阿尔托的胡佛研究所的档案库被找到，接着，在三位佛罗里达州立大学教授的安排下，对该资料集的誊写、翻译以及录入电脑工作全部完成。这份收集于二战爆发前的第一手史料被称作“西奥多·阿贝尔文件”（Theodore Abel papers）。